# Manfred Nimtz
Manfred Nimtz (* 4. April 1955 in Warthausen) ist ein deutscher Großmeister im Fernschach.

## Fernschach
Nimtz erlernte mit 6 Jahren das Schachspiel. 1971 spielte er seine ersten Fernturniere. 1980/84 belegte er bei der 21. Europameisterschaft im Einzel einen Mittelplatz. Danach gewann er die 19. Deutsche Fernschachmeisterschaft 1983–86 und ist somit Deutscher Fernschachmeister. Bei der 3. Europameisterschaft 1988–93 sowie bei der 4. Europameisterschaft 1995–98 holte er mit der deutschen Mannschaft die Goldmedaille. Dafür wurde ihm 1998 vom Weltfernschachbund ICCF der Titel Fernschach-Großmeister verliehen.
Weitere Erfolge waren der 2. Platz im kanadischen John C. Cleeve-Memorial 1996–99, die Goldmedaille mit der deutschen Mannschaft bei der 12. Olympiade 1998–2001 sowie der 3. Platz im 3/4-Finale der 19. Fernschach-Weltmeisterschaft 1999–2004. Im Finale der 18. Fernschach-Weltmeisterschaft (2003–2005) belegte er mit 7 Punkten aus 14 Partien den 6. Platz. Diese Platzierung wiederholte Nimtz im Finale der 21. Fernschach-Weltmeisterschaft (2005–2008) mit 7,5 Punkten aus 14 Partien.
Im Oktober 2011 betrug seine Fernschach-Elo-Zahl 2626. Seitdem ist er inaktiv.

## Nahschach
Nimtz spielt für den Schachclub Braunschweig-Gliesmarode. Er siegte zweimal in der Meisterschaft von Oberschwaben und in der internationalen Stadtmeisterschaft von Brighton. Von 1983 bis 1986 spielte er mit dem SV Tübingen in der 2. Bundesliga Süd, von 1988 bis 1990 mit dem Braunschweiger SC in der 2. Bundesliga Nord. Seine Elo-Zahl im Nahschach ist 2212 (Stand: Mai 2016), seine höchste Elo-Zahl war 2274 von Oktober 2005 bis Juli 2008.

## Sonstiges
Nimtz ist Chemiker mit Promotion, ab 1984 an der Eberhard-Karls-Universität Tübingen, später dann beim Helmholtz-Zentrum für Infektionsforschung in Braunschweig. Er hat zwei Kinder. Sein Wohnort ist Wolfenbüttel.